# NGC 5273
NGC 5273 (również PGC 48521 lub UGC 8675) – galaktyka soczewkowata (S0), znajdująca się w gwiazdozbiorze Psów Gończych. Odkrył ją William Herschel 1 maja 1785 roku. Należy do galaktyk Seyferta.